# جون سيمون
جون سيمون (بالإنجليزية: John Simon)‏ (و. 1990  م) هو لاعب كرة قدم أمريكية، من الولايات المتحدة، ولد في يونغزتاون، أوهايو، يلعب كظهير ‏.

## التعليم
تعلم في جامعة ولاية أوهايو.